# Radio y Televisión Argentina
Radio y Televisión Argentina S.A.U. (RTA) es una empresa pública perteneciente al Gobierno de Argentina que administra los medios de comunicación públicos de propiedad del Estado. Tiene a su cargo la operación de la Televisión Pública, Radio Nacional, Unidad de Negocios de Radio Nacional y Radiodifusión Argentina al Exterior, que depende directamente de la anterior.
Radio y Televisión Argentina fue creada en 2009, tras la sanción de la ley de medios, para reemplazar al Sistema Nacional de Medios Públicos S.E. que agrupaba a los medios públicos desde el 2000. Desde diciembre de 2015, RTA depende de la Secretaría de Medios y Comunicación Pública.
Fue miembro de la Organización de Telecomunicaciones de Iberoamérica.

## Historia

### Antecedentes
Como antecedente, apareció el proyecto de ley Radio Televisión Argentina S. E. de 1999 –en el gobierno de Carlos Menem– que proponía una comisión de cinco integrantes, entre los que se incluían legisladores, para controlar de los medios públicos manteniendo algo de autonomía del Estado. Cabe destacar que Radio y Televisión Argentina S. E. actual no está relacionado con el Radio y Televisión Argentina S. E. de este proyecto de la administración Menem.
No obstante, el gobierno de Fernando de la Rúa rechazó la propuesta y la reemplazó por una propia en 2000. El plan de Radio y Televisión Argentina S. E. fue desestimado para evitar asumir las pérdidas que ATC S.A (la empresa que tenía a cargo Televisión Pública en ese entonces) tuvo durante su existencia (70 millones de dólares).

#### Sistema Nacional de Medios Públicos

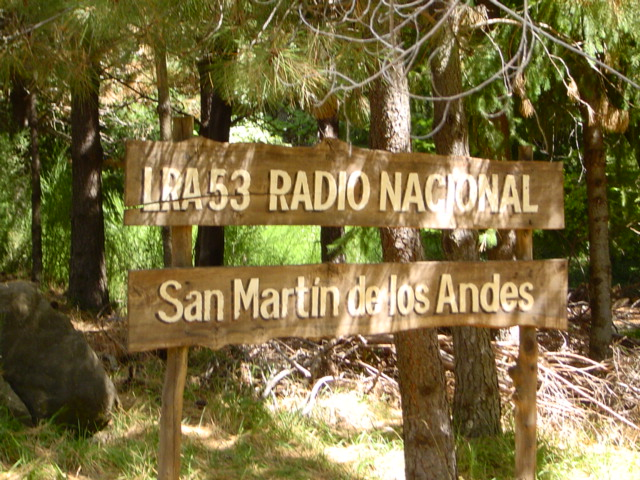
Cartel de LRA53 Radio Nacional San Martín de los Andes.

En 2000, bajo iniciativa del entonces secretario de Cultura y Comunicación, Darío Lopérfido, se creó la empresa Sistema Nacional de Medios Públicos SE (SNMP). El SNMP estaba integrado por Canal 7, Radio Nacional y la agencia de noticias nacional Télam.

"Queremos que los medios públicos no sean mastodónicos, y que gasten menos. La estructura, hoy, es anticuada. La idea es plantear una política nacional de comunicación, con un concepto moderno y competitivo."
 Darío Lopérfido al diario Clarín.

Su primer director fue Mario Cella, quien, hasta aquel momento, dirigía Radio Nacional. Lopérfido pasó a ser coordinador de la empresa. Al asumir Lopérfido la emisora vivía una situación de extrema gravedad, con un pasivo de más de 70 millones de pesos. La programación y producción del canal quedaon a cargo de Rodolfo Hermida, mientras que la producción quedó a cargo de Luciano Olivera -allegado a Lopérfido- y Emilio Cartoy Díaz.
Durante la gestión Lopérfido una investigación del síndico general de la Nación, el jurista Rafael Bielsa, denunció que se habían abonado deudas con terceros también en forma arbitraria y se habían pagado precios muy altos por películas a pesar de que eran de nulo valor, ya que tenían carácter de dominio público y que se encontraron rendiciones de gastos y anticipos con fondos del directorio eludiendo los controles administrativos de la empresa y se tercerizó la venta de la pauta publicitaria a empresas vinculadas con los propios directivos del canal.

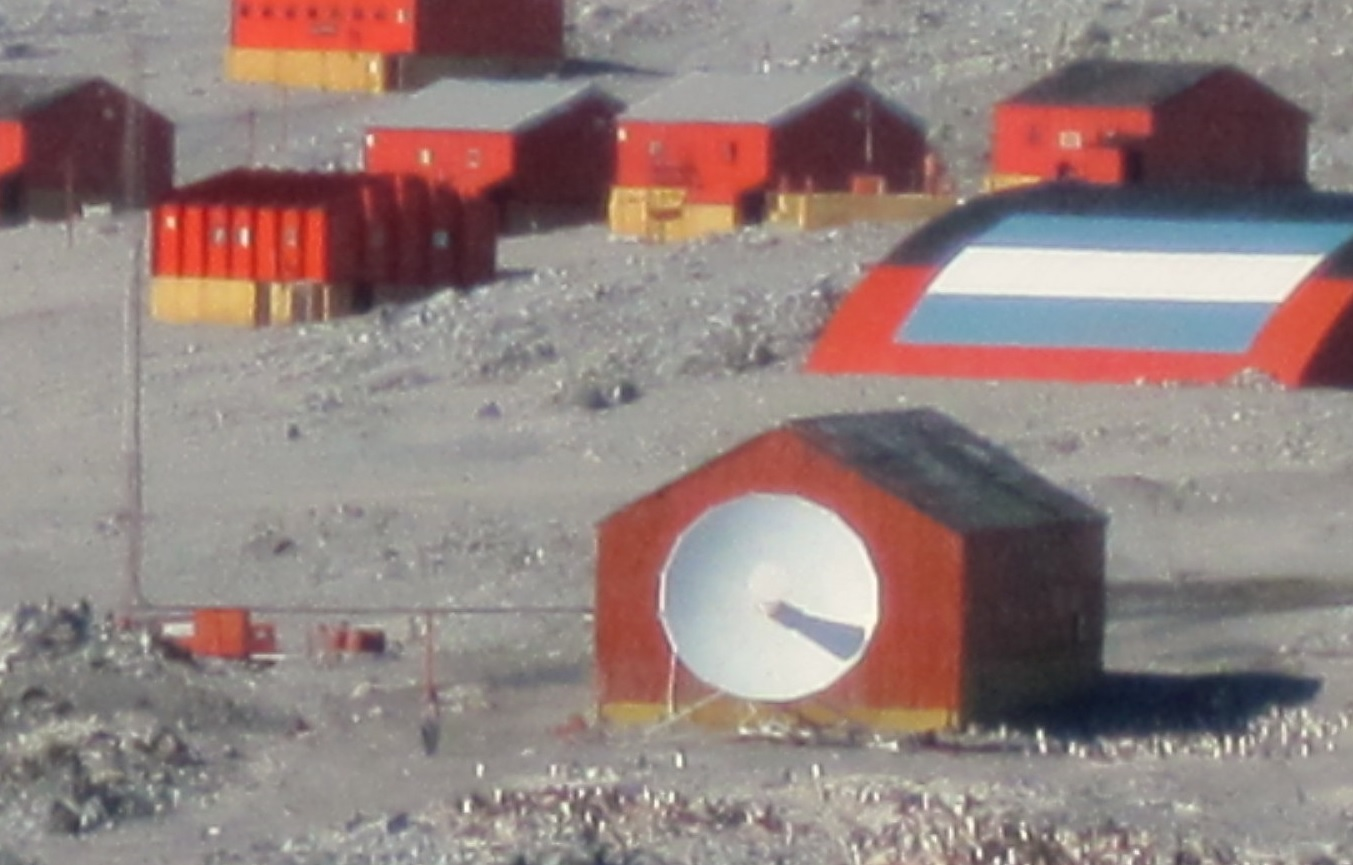
Instalaciones de Radio Televisión Argentina en la Antártida.

El 22 de febrero de 2002, bajo la presidencia interina de Eduardo Duhalde, el SNMP fue intervenido durante 180 días por el periodista Marcelo Simón por irregularidades en la gestión anterior del radical Darío Lopérfido. No obstante, la intención del Gobierno era disolver la compañía y reflotar el plan de Radio y Televisión Argentina menemista. En ese mismo año, la agencia de noticias Telenoticiosa Americana S. E. dejó de integrar el SNMP.
En 2004, durante la gestión de Néstor Kirchner en la presidencia, el interventor del SNMP y de Canal 7 fue Ricardo Palacios. La intervención duró hasta finales de 2007. En noviembre de 2007, el exinterventor del Comité Federal de Radiodifusión (COMFER), Gustavo López asumió la dirección de la entidad hasta que renunció el 30 de julio de 2008. El último director del SNMP fue el director de cine Tristán Bauer.

### Ley de Medios de 2009 y creación de Radio y Televisión Argentina
Radio y Televisión Argentina fue creado por la Ley de Servicios de Comunicación Audiovisual sancionada en 2009, que prevé:

Créase, bajo la jurisdicción del Poder Ejecutivo Nacional, Radio y Televisión Argentina S.E., que tiene a su cargo la administración, operación, desarrollo y explotación de los servicios de radiodifusión sonora y televisiva del Estado nacional.
Artículo 119. Ley 26.522

Además, luego del decreto 1526/2009 que estableció que Radio y Televisión Argentina S.E. inicie sus funciones el 10 de diciembre de 2009. La norma dictada por la presidenta Cristina Fernández de Kirchner declaró al SNMP disuelto y en liquidación, mientras que la infraestructura y los empleados pasaron al ámbito de RTA.

### Secretaría de Medios y Comunicación Pública
El capítulo de los medios públicos es de los pocos fragmentos de la Ley 26.522 de Servicios de Comunicación Audiovisual que no fue modificado por el decreto 267 de diciembre de 2015. Radio y Televisión Argentina pasó a depender de la Secretaría de Medios y Comunicación Pública.

### Eliminación de las empresas del Estado y transformación a sociedad anónima
El 20 de diciembre de 2023, el gobierno nacional, a través de una cadena nacional anunció la redacción de un decreto de necesidad y urgencia que planteaba la desregulación de la economía. Entre las medidas se incluyó la derogación del régimen de sociedades estatales, empresas públicas y sociedades mixtas poniendo fin a las mismas, convirtiéndolas en sociedades anónimas, incluyendo a Radio y Televisión Argentina.

## Medios

### Televisión
Radio y Televisión Argentina administra 2 canales de televisión (1 nacional y 1 canal metropolitano).
| Logo | Nombre             | Descripción                                                                                                   | Fundación | Canales                                                        |
| ---- | ------------------ | --- | --------- | -------------------------------------------------------------- |
|      | Televisión Pública | Cadena de cobertura nacional, con programación informativa, cultural, series, documentales y entretenimiento. | 1951      | 7 VHF (Analógico, Ciudad de Buenos Aires) 23.1 (TDT, nacional) |
|      | Canal 12           | Emisora de cobertura local                                                                                    | 1970      | 12 (Analógico, Trenque Lauquen) 24.4 (TDT, Trenque Lauquen)    |

### Radio
Radio y Televisión Argentina administra dos cadenas de radio.
| Logo | Nombre                              | Programación              | Fundación | Emisoras                                                                 |
| ---- | ----------------------------------- | ------------------------- | --------- | ------------------------------------------------------------------------ |
|      | Radio Nacional                      | Generalista               | 1937      | 57 emisoras AM, FM y Onda corta Canal 974 en DirecTV Canales 900 en Flow |
|      | Radiodifusión Argentina al Exterior | Noticias, cultura, música | 1949      | Onda corta: 6060 – 9690 – 11710 – 15345 khz                              |

### Otros servicios
| Nombre      | Servicio                                                                                          |
| ----------- | ------------------------------------------------------------------------------------------------- |
| Archivo RTA | Es un sistema donde se almacena información recopilada desde tiempos pasados hasta la actualidad. |

## Directorio
El directorio de Radio y Televisión Argentina S.A. se compone de siete miembros:
- El presidente y uno de los directores son nombrados por el Gobierno Nacional.
- Tres directivos son propuestos por la Comisión Bicameral de Promoción y Seguimiento de la Comunicación Audiovisual (entidad dependiente del Congreso Nacional). Uno de ellos es propuesto por la primera minoría parlamentaria, uno por la segunda minoría y otro por la tercera minoría.
- Dos directores son designados por el Consejo Federal de Comunicación Audiovisual.

### Nómina de presidentes del directorio
| N.º | Presidente                 | Partido       | Partido                                        | Periodo                                           | Presidente                     | Notas        |
| --- | -------------------------- | ------------- | ---------------------------------------------- | ------------------------------------------------- | ------------------------------ | ------------ |
| 1   | Tristán Bauer              |               | Independiente                                  | 10 de diciembre de 2013 - 10 de diciembre de 2015 | Cristina Fernández de Kirchner | Dec. 2073/13 |
| 2   | Miguel Pereira             | Independiente | 13 de enero de 2016 -10 de diciembre de 2019   | Mauricio Macri                                    | Dec. 156/16                    |              |
| 3   | Rosario Lufrano            | Independiente | 16 de enero de 2020 - 10 de diciembre de 2023  | Alberto Fernández                                 | Dec. 69/2020                   |              |
| 4   | Javier Monte (interino)    | Independiente | 27 de diciembre de 2023 - 5 de febrero de 2024 | Javier Milei                                      | Dec. 70/2023                   |              |
| 5   | Diego Chaher (interventor) | Independiente | 5 de febrero de 2024 - actualidad              | Javier Milei                                      | Dec. 117/2024                  |              |

### Consejo consultivo
Asimismo, Radio y Televisión Argentina S.A. posee el Consejo Consultivo Honorario de los Medios Públicos, que cumple las siguientes funciones:
- Convocar audiencias públicas para analizar los contenidos y el funcionamiento de RTA.
- Aportar propuestas para mejorar la entidad.
- Habilitar vías de comunicación directa con el público.
- Vigilar que Radio y Televisión Argentina S.A. cumpla las leyes vigentes y denunciar irregularidades a la Comisión Bicameral de Promoción y Seguimiento de la Comunicación Audiovisual.
- Convocar cada seis meses al directorio de Radio y Televisión Argentina S.A. para recibir un informe de su gestión.
- Presentar sus conclusiones sobre el informe de gestión a la Comisión Bicameral de Promoción y Seguimiento de la Comunicación Audiovisual.

### Nómina de presidentes del consejo
| Director    | Período   |
| ----------- | --------- |
| Juan Courel | 2015–2019 |